# Martí Domínguez i Romero
|  | «Martí Domínguez» redirigeix aquí. Vegeu-ne altres significats a «Martí Domínguez Barberà». |

Martí Domínguez i Romero (Madrid, 1966) és un escriptor valencià, especialitzat en narrativa i assaig. Va obtenir el 39è Premi Josep Pla el 6 de gener de 2007 convocat per l'editorial Destino per la seua novel·la El retorn de Voltaire i el Premi Òmnium a la Millor Novel·la de l'Any 2019 amb L'esperit del temps. Ha col·laborat al setmanari El Temps, amb articles en què combinava la natura amb la cultura. Des de l'any 1999 dirigeix la revista de recerca científica Mètode, motiu pel qual fou guardonat l'any 2007 amb el Premi Nacional de Periodisme.
Doctor en biologia per la Universitat de València, especialitzat en lepidòpters, ha alternat la recerca i la docència amb el periodisme i la literatura, i alguns dels seus treballs han estat recollits en forma de llibre. Tant en els assajos divulgatius com en les obres de ficció integra coneixements científics i culturals.
Amb la seva primera novel·la Les confessions del comte de Buffon, (1997) va guanyar el Premi Andròmina, el Premi Crexells i el de la crítica de la Universitat de València, premi que va obtenir també amb El secret de Goethe (1999), novel·la guardonada amb el premi Prudenci Bertrana. És membre de l'Associació d'Escriptors en Llengua Catalana i membre numerari de l'Institut d'Estudis Catalans.

## Biografia
Martí Domínguez i Romero és net de Martí Domínguez i Barberà, que va crear l'Orquestra Municipal de València i va ser director del diari Las Provincias entre 1949 i 1958. Martí va nàixer l'any 1966 a Madrid, on va residir durant cinc anys a causa de la feina de son pare, però es va criar a València (tanmateix, la seua parla és la d'Algemesí, d'on prové la seua família), immers en un ambient ric de literatura, d'art i de música.
Va estudiar al Col·legi Francès de València, on van rebre una educació agnòstica malgrat el llegat catòlic de la família. Això, òbviament, explica l'interès de Martí per Voltaire i el comte de Buffon. La cultura i la llengua francesa (la seua tercera llengua) formen part del seu procés de formació personal.
Més tard estudià biologia a la Universitat de València. Aquest interès per aquesta ciència li ve de jove quan anava a la masia dels avis (entre Bétera i Godella) i es dedicava a recollir animals i plantes, afició que heretà de l'avi i del pare.
El seu interès per la literatura es desvetlla paral·lelament escrivint unes poesies (de poca qualitat, segons l'autor mateix) que mai no ha publicat. Passaria després a la prosa, tant narrativa com d'assaig. Eliseu Climent li va donar la primera oportunitat de divulgació de la seua prosa demanant-li a mitjans de la dècada dels vuitanta uns articles setmanals sobre animals per a la revista El Temps. Més tard, alguns d'aquests articles seran recollits en forma de llibre. Literatura i biologia comencen a donar-se la mà en l'obra de Domínguez.
Durant deu anys, mentre es dedica a fer de periodista, continua els seus estudis de biologia, a causa dels quals viatja a París -on viurà tres mesos- a buscar unes arnes endèmiques, concretament al Muséum Nationale d'Histoire Naturelle de París, a la rue de Buffon. La visita (real) al magatzem del museu és la que li serveix per a escriure el preàmbul de la seva obra Les confidències del comte de Buffon. De fet, Domínguez estava intentant preparar un assaig sobre els il·lustrats afrancesats naturalistes, però el seu interès per la literatura l'empeny a fer una novel·la sobre un d'ells: Buffon. Per tant, l'interès per la Il·lustració no ve tant per la seva formació francesa sinó pels estudis de biologia. Després, continua els seus estudis a Austràlia on, a la National Library, troba una extraordinària col·lecció literària d'autors del segle xviii que l'ajuden a acabar l'obra sobre Buffon.
Els viatges, encara que siguin d'estudis, sempre li han permès treballar en la seva literatura. Les estades a l'estranger li han proporcionat aïllament i una visió més aprofundida de les coses, dels fets. Així, va començar la seva obra El secret de Goethe gràcies a l'immens fons de la Biblioteca del Congrés de Washington, ciutat en la qual estava estudiant. Domínguez recorda divertit com d'estranyada estava la persona que li dirigia els estudis quan veia que un jove biòleg dedicava les seves estones lliures a llegir sobre Goethe. De fet, el científic nord-americà desconeixia qui era Goethe. Una multidisciplinarietat difícil d'entendre per a la competitiva i especialitzadíssima societat nord-americana. Doctor en ciències biològiques, especialitzat en entomologia i coevolució, Domínguez ha fet de professor associat de ciències biològiques i actualment treballa a la facultat de periodisme, on fa producció periodística. També en la seva vida professional ha compaginat, doncs, ciència i literatura. Ara bé, Domínguez afirma que mai no ha fet periodisme científic; en tot cas, es considera tant científic com, sobretot, escriptor. En aquest sentit, per exemple, el seu Bestiari no vol fer divulgació científica, sinó que té una motivació purament literària.
El conjunt de la seua obra ha obtingut diversos premis. El 1997 li van atorgar el premi Andròmina dels Premis Octubre de 1997 amb Les confidències del comte de Buffon, obra que també obtingué el premi Crexells i el de la crítica de la Universitat de València (1998). El 1999 guanyà el Premi Prudenci Bertrana i, una altra vegada, el de la crítica de la Universitat de València amb l'obra El secret de Goethe. L'any 2013 va obtindre el 34è Premi Carles Rahola d'Assaig, amb el llibre El somni de Lucreci. Una història de la llibertat del pensament. L'esperit del temps va guanyar el Premi Òmnium a la Millor Novel·la de l'Any 2019.

## Publicacions

### Narrativa
- Les confidències del comte de Buffon, 1997
- El secret de Goethe, 1999
- El prat del Parnàs, dins Cua de bou: Literatura a les valls d'Àneu, 1999
- Cuqueta Roia, dins Te de roca: Literatura a la Ribagorça, 2000
- El retorn de Voltaire, 2007
- El fracassat, 2013
- La sega, 2015
- L'assassí que estimava els llibres, 2017
- L'esperit del temps, 2019
- Mater, 2022

### Assaig
- Peiximinuti, 1993
- Natura i símbol, dins De civilitate: Escrits i dansa sobre l'humanisme, 2000
- Bestiari, 2000
- El somni de Lucreci: Una història de la llibertat del pensament, 2013
- Veus de ciència: Incitacions a la lectura científica, 2017
- Històries naturals, 2018
- Estudis d'art, 2019
- Del natural, 2023

## Premis
- Premi Andròmina, 1997: Les confessions del comte de Buffon
- Premi Crexells, 1998: Les confessions del comte de Buffon
- Premi de la crítica de la Universitat de València, 1998: Les confessions del comte de Buffon
- Premi Prudenci Bertrana, 1999: El secret de Goethe
- Premi de la crítica de la Universitat de València, 1999: El secret de Goethe
- Premi Josep Pla, 2007: El retorn de Voltaire[1]
- Premi Carles Rahola d'Assaig, 2013: El somni de Lucreci[4]
- Premi de la Crítica Catalana, 2016: La sega
- Premi de la Crítica dels Escriptors Valencians, 2016: La sega
- Premi Serra d'Or, 2016: La sega
- Premi de la Crítica Amat-Piniella, 2016: La sega
- Premi de Divulgació Científica per Veus de ciència de Benicarló, 2017: Veus de ciència[5]
- I Premi de les Llibreries Valencianes, 2019: L'esperit del temps
- Premi Òmnium a la millor novel·la de l'any, 2019: L'esperit del temps[6][7]
- Premi Proa de novel·la, 2022: Mater[8]
- Premi Bones lletres d'assaig humanístic, 2023: Del natural[9]